# Antonio Rosl
Antonio Rosl (La Plata, 21 marzo 1944) è un ex calciatore argentino, di ruolo centrocampista.